# Станіслав Лось
Ян-Станіслав Лось (пол. Jan Stanisław Łoś; 21 жовтня 1890 — 14 січня 1974) — польський політик, дипломат, публіцист, історик, речник польсько-українського порозуміння, граф. Доктор права (1913). Професор (1961).

## Біографія
Народився в маєтку Чишки (нині село Мостиського р-ну Львів. обл.) у графській родині. 1908 закінчив приватну г-зію отців єзуїтів у с. Буньковичі (нині село Старосамбірського р-ну Львів. обл.) й поступив на ф-т права і політ. наук Віденського ун-ту. 1913 закінчив навчання в ун-ті. 1914, після початку Першої світової війни, призваний до австрійс. війська. 1916–18 працював у Любліні (нині місто в Польщі) секретарем шефа канцелярії цивільного австрійс. генерал-губернатора Є.Мадейського. 1919 вступив до Війська Польс. і брав участь у бойових діях проти більшовиків. Від 1919 працював у МЗС II Речіпосполитої (нач. Пн. відділу, нач. відділу Міжнар. устроїв). 1926–29 — радник польс. посольства у Лондоні (Велика Британія), де водночас вивчав стародавню добу у б-ці й зібраннях Британського музею. Від 1931 вийшов у відставку. Займався, зокрема, питаннями урегулювання статусу Східної Галичини, брав участь у міжнар. конференціях. 1921–23 — кер. Бюро Делегата для справ Сх. Малопольщі при МЗС. Учасник безуспішних таємних переговорів 1921 за посередництвом о. Т.-Є.Войнаровського-Столобут з екзильним урядом ЗУНР Є.Петрушевича щодо надання Сх. Галичині автономного статусу у складі II Речіпосполитої. Пропагував у польс. урядових колах ідеї створення Укр. ун-ту, надання держ. субсидій Науковому товариству імені Шевченка у Львові. Один із співтворців врегулювання польс.-укр. відносин у II Речіпосполитій — політики «нормалізації» 1935–38; автор проекту надання автономії Сх. Галичині («Східній Малопольщі»). За браком можливості реалізувати свої ідеї урядовим шляхом прагнув принаймні ознайомити з ними якомога ширші сусп. кола й здобути прихильників. Місцем неофіц. зустрічей і розмов з польс. урядовцями та укр. діячами (серед них — о. Т.-Є.ВойнаровськийСтолобут, проф. Р.Смаль-Стоцький, проф. І.Раковський, сеймові посли (депутати) Л.Макарушка, Зиновій Пеленський, редактор О.Назарук та ін.) був маєток дружини Л. — Нємце під Любліном. У співавт. з А.Бохеньським та В.Бончковським видав кн. «Українська проблема у Червенській землі» (1938). Свої ідеї пропагував на шпальтах польс. преси, у тому числі в «Biuletynie Polsko-Ukraińskim», «Buncie Młodych», «Czasie», «Drodze», «Dniu Polskim», «Naszej Przyszłości», «Polityce», «Przeglądzie Współczesnym», а також укр. часописів — «Діла», «Мети», «Нової зорі» та ін. Провадив численне листування з польс. (В.Бончковський, Є.Ґедройц та ін.) та укр. діячами: о. Т.-Є.Войнаровським-Столобут, В.Кучабським, головою УНДО В.Мудрим, О.Назаруком, Р.Смаль-Стоцьким, єпископом Г.Хомишиним, митрополитом А.Шептицьким та ін. Полемізували з Л. паризький тижневик «Тризуб» (див. «Тризуб»), Д.Донцов у «Вістнику» (див. «Вістник»).
Відповідаючи 1938 на анкету «Biuletynu Polsko-Ukraińskiego» щодо напрямів розв'язання польсько-укр. проблем, зауважував, що цілком усвідомлює власну неспроможність справляти будь-який вплив на поточну нац. політику уряду, але наважується відповідати на анкету винятково тому, що «утримання сучасного мертвого status quo» на цій ділянці вважає шкідливим й не хоче «нехтувати жодною нагодою, аби не звернути з притиском ще раз уваги на цю шкідливість». Подавав власну конструктивну програму розв'язання проблем обох народів на сх. теренах II Речі-посполитої: 1) цілковите мовне урівноправнення в урядуванні; 2) впровадження послідовної двомовності в усіх написах й оголошеннях, адресованих громадськості; 3) офіційне визнання синьо-жовтих барв як нац. барв «однієї зі слов'янських спільнот» краю й співучасть цих кольорів під час держ. урочистостей нарівні з держ. й нац. польс. кольорами; 4) відмова від будь-яких розмірковувань щодо культ. вищості польс. елементу над елементом укр.; 5) розумна ліквідація утраквізму у шкільництві й заміна його паралелізмом шкіл з викладовою польс. та укр. мовами; 6) впровадження воєводського й повітового самоврядування, опертого на рівноправні, паралельні й паритетні нац. курії. Наділення цих курій власними компетенцією й бюджетом. Впровадження нац. курій під час виборів до сейму; 7) покликання до життя на укр. етнічній території (бажано у Львові) вищого навч. закладу з укр. мовою викладання й укр. професорами. Програма цього вузу повинна обіймати усю сукупність українознавчих дисциплін; 8) щире пошанування нац. укр. доробку у госп. ділянці, заохочування укр. госп. організацій до співпраці з польс. колегами; 9) всебічна підтримка будь-яких зусиль щодо депролетаризації укр. елементу, як у селі, так і в містах; 10) підтримувати й організовувати потяг українства до урбанізації; шануючи окремішність організацій укр. робітників, ремісників, купців та промисловців, заохочувати ці організації до госп. співпраці з польс. аналогами.
У роки Другої світової війни співпрацював із крайовою делегатурою польс. еміграційного уряду. За це в жовтні 1944 був арештований службою безпеки «народної» Польщі й до червня 1945 утримувався під вартою в Люблінському замку. Від 1945 — зав. кафедри стародавньої історії Люблінського катол. ун-ту, з 1957 — доцент, 1957–59 — декан ф-ту гуманітарних наук, з 1961 — екстраординарний професор стародавньої історії Люблінського катол. ун-ту. Автор монографій з історії давніх Греції та Риму: «Еллада на переломі» (1938; 2-ге вид. — 1939); «Римські силуети» (1958); «Рим на роздоріжжі: Монографічна студія про Катона Старшого» (1960); «Світ стародавніх істориків» (1968) та ін., а також перекладів польською іншомовних істор. праць. Автор неопублікованих мемуарів.
Помер у м. Люблін.